# Spiro Kostof
Spiro Konstantine Kostof (7 de mayo de 1936, Estambul – 7 de diciembre de 1991, Berkeley) fue un destacado historiador de la arquitectura y profesor de la Universidad de California en Berkeley. Sus libros continúan siendo leídos extensamente y algunos se utilizan rutinariamente en cursos colegiados en historia de la arquitectura.
Nacido en Turquía, de origen étnico griego y búlgaro, Kostof fue educado en el Robert College de Estambul. Fue a los Estados Unidos en 1957 y cursó estudios de grado en la universidad de Yale. Aunque tenía la intención de dedicarse al teatro, sus intereses pasaron a la historia de la arquitectura. Recibió su Ph.D. en 1961, luego enseñó en la misma universidad de Yale durante cuatro años, antes de trasladarse a la Universidad de California para unirse a la facultad de la Escuela de Diseño Ambiental. Permaneció en Berkeley durante el resto de su carrera profesional.
La aproximación de Kostof a la historia de la arquitectura enfatizó tanto el urbanismo como la arquitectura y mostró cómo las obras arquitectónicas están incrustadas en sus contextos físicos y sociales. Hoy en día, el enfoque de Kostof representó una ruptura con las direcciones anteriores en la historia de la arquitectura, que tendían a enfatizar la secuencia de estilos y a estudiar obras arquitectónicas en relativo aislamiento de sus entornos. El libro de Kostof, A History of Architecture: Settings and Rituals (1985) encarnó estas ideas y pronto se convirtió en uno de los textos estándar en el campo.
En 1987, Kostof organizó una serie de cinco partes de PBS, America by Design.
Las publicaciones de Kostof fueron amplias y variadas, tales como: Arquitecto: Capítulos de la Historia de la Profesión; La ciudad en forma: patrones urbanos y significados a través de la historia; América por diseño; y la Ciudad Montada: Elementos de Forma Urbana a través de la Historia.

"En "Una historia de la arquitectura", tomó un edificio célebre del arquitecto Louis Sullivan como un medio para explicar su razón de ser: "Para entender plenamente la tienda de Carson Pirie Scott en Chicago, debemos conocer algo de la empresa capitalista estadounidense de finales del siglo XIX, la filosofía del consumismo y la ética empresarial, la historia urbana de Chicago desde el incendio de 1871, el financiamiento corporativo y los valores de la tierra, la génesis de los grandes almacenes como un concepto novedoso en la arquitectura comercial, el ascensor y la historia antigua de la estructura de acero construcción de rascacielos".
En 1993, a raíz de su muerte, la Sociedad de Historiadores de la Arquitectura estableció el "Premio Spiro Kostof", para reconocer libros "en el espíritu de los escritos de Kostof", particularmente aquellos que son interdisciplinarios y cuyo contenido se centra en el desarrollo urbano, , y / o la arquitectura del entorno construido.

## Libros
- Kostof, Spiro, The Architect: Chapters in the History of the Profession, Oxford University Press, 1977; third edition, University of California Press, Berkeley Los Angeles London 2000. El Arquitecto : historia de una profesión. Madrid : Cátedra, 1984 319 p. il.; 21 cm
- Kostof, Spiro, A History of Architecture: Settings and Rituals, Oxford University Press, New York Oxford 1985; second edition 1995. Historia de la arquitectura. Madrid : Alianza, 1988 3 v. (1334 p.)
- Kostof, Spiro, America by Design, Oxford University Press, New York 1987.
- Kostof, Spiro, Caves of God: Cappadocia and its Churches Publisher: Oxford University Press, 1989 ISBN 0-19-506000-8 ISBN 978-0195060003
- Kostof, Spiro, The City Shaped: Urban Patterns and Meanings Through History, Bullfinch Press 1991; second edition, Thames & Hudson, New York 1999
- Kostof, Spiro, The City Assembled: Elements of Urban Form through History, Little Brown, Boston 1992; second printing Thames & Hudson New York 2005.